# Birthright (Stargate SG-1)
Birthright (Derecho a nacer en Latinoamérica, Derecho de Nacimiento en España) es el décimo episodio de la séptima temporada de la serie de televisión de ciencia ficción Stargate SG-1, y el episodio n.º 142 de toda la serie.

## Trama
En un planeta desconocido, SG-1 se reúne con un Jaffa que desea ayudarles, TAIO CRACK pero que muere a manos de una emboscada Jaffa. Sin embargo, los atacantes son a su vez muertos por un grupo de mujeres Jaffa que aparecen repentinamente, y que luego de sacar el simbionte de un Jaffa muerto, piden al equipo acompañarles. Usando el Portal, ellas llevan a SG-1 al planeta "Hak'tyl" (en Goa'uld "Liberación"), donde conocen a su líder, Ishta, quien desea hacer una alianza con los Tau'ri. Teal'c no está contento debido a que vio como dejaban morir a un Jaffa al quitarle su simbionte, no obstante, Ishta le revela que una muchacha fue salvada gracias a ello.
Ishta luego conversa con Carter y le revela que hace años, el Goa'uld Moloc ordenó que todas las niñas Jaffa morirían sacrificadas. Sin embargo, como alta sacerdotisa del templo, Ishta trajo a todas las niñas que pudo a Hak'tyl. Dicen desear la ayuda del SGC en varias cosas, pero Carter entonces le cuenta sobre la Tretonina. Tras ello, Samantha informa al resto sobre lo discuto, pero Teal'c aún no está contento. Él después va al bosque y se encuentra con Ishta, con quien habla sobre la situación de los Jaffa. Luego realizan una pelea de entrenamiento, durante la cual Ishta descubre para su sorpresa que Teal’c ya no posee un simbionte.
Ishta entonces informa a su gente sobre la Tretonina y solicita 4 voluntarias para hacer pruebas en la Tierra. Aunque en un principio ninguna mujer quiere ir, 4 finalmente aceptan y van al SGC. Teal'c habla después con Ishta sobre su familia y la rebelión Jaffa. Al atardecer, estando en una tienda, ellos se besan. Mientras tanto en el SGC, Carter es informada que una de las Jaffa, llamada Mala, no reacciona bien a la Tretonina. 
En la aldea, Daniel habla con Nesa, una niña que necesita urgentemente de un simbionte, y cuya hermana, Neith, se opone a que use la Tretonina. Incluso, al otro día, Neith confronta a Daniel, y le revela que perdió a 2 de sus hermanas y que para salvar a Nesa tuvo que matar a su propio padre.
En la base, la situación de Mala empeora, aunque las otras 3 Jaffa responden bien la droga. 
Tras negarse volver a usar su simbionte, ella finalmente muere. En el planeta, Neith desafía a Ishta por el liderazgo, mientras la situación de su hermana empeora. Ishta logra derrotarla, pero entonces Daniel informa sobre la muerte de Mala. Ante ello, Ishta decide ir a capturar un simbionte para salvar a Nesa, mientras ordena que Daniel y Teal'c sean encarcelados. Sin embargo, ellos logran hablar con Nesa, quien tras saber de la situación, acepta usar la Tretonina.
En otro mundo, las guerreras Hak'tyl han derrotado a varios Jaffa, pero pronto Ishta se horroriza al darse cuenta de que uno de los Jaffa moribundos también deseaba ser libre. En ese momento, Neith recibe un disparo de un Jaffa, que no obstante es matado luego por Teal'c. Rápidamente, Neith es traída al SGC, donde descubre que Nesa ya está usando la Tretonina.
Finalmente, la niña logra convencer a su hermana para que también tome la droga.
Tras sanar a todas las guerreras Jaffa, ellas regresan a su mundo. Antes de ello, sin embargo, Teal'c e Ishta se besan apasionadamente.

## Producción
- Según dijo Joseph Mallozzi en una charla con Our Stargate "Birthright explora la cultura Jaffa -- particularmente el rol de la mujer dentro dicha cultura".[3]

## Artistas invitados
- Teryl Rothery como la Dra. Janet Fraiser.
- Jolene Blalock como Ishta.
- Kathleen Duborg como Neith.
- Christine Adams como Mala.
- Kirsten Prout como Nesa.
- Simone Bailly como Ka'lel
- Elizabet Weinstein como Emta.
- Julie Hill como Ginra.
- Nikki Smook como Nictal.
- Nigel Vonas como Ryk'l.
- Cory Martin como Jaffa caído.
- Kimberly Unger como Enfermera.